# 23 mars
23 mars är den 82:a dagen på året i den gregorianska kalendern (83:e under skottår). Det återstår 283 dagar av året.

## Återkommande bemärkelsedagar

### Helgdagar
- Påskdagen firas i västerländsk kristendom för att högtidlighålla Jesu återuppståndelse efter korsfästelsen, åren 1845, 1856, 1913, 2008.
- Romerska riket: Avslutning på de fyra festdagarna Quinquatria till gudinnan Minervas ära (inledda 19 mars)
- Det forntida Lettland: Lieldienas (till Māras och andra gudinnors ära)

### Nationaldagar
- Pakistan: Pakistandagen (till minne av republikens grundande 1956)

### Övriga
- : Nordens dag (temadag för att hylla Norden och nordiskt samarbete)

## Namnsdagar

### I den svenska almanackan
- Nuvarande – Gerda och Gerd
- Föregående i bokstavsordning
  - Anngerd – Namnet infördes på dagens datum 1986, men utgick 1993.
  - Axel – Namnet infördes på dagens datum 1766. 1901 flyttades det till 16 juni och har funnits där sedan dess.
  - Fides – Namnet infördes, till minne av en nordafrikansk martyr, även i formen Fidelis, på dagens datum någon gång före 1766, då det utgick, och ersatte det äldre Theodorus.
  - Gerd – Namnet infördes på dagens datum 1986 och har funnits där sedan dess.
  - Gerda – Namnet infördes på dagens datum 1901 och har funnits där sedan dess.
  - Theodorus – Namnet fanns på dagens datum någon gång före 1766, men utgick och ersattes innan detta år av Fides.
- Föregående i kronologisk ordning
  - Före 1766 – Theodorus och Fides eller Fidelis
  - 1766–1900 – Axel
  - 1901–1985 – Gerda
  - 1986–1992 – Gerda, Gerd och Anngerd
  - 1993–2000 – Gerda och Gerd
  - Från 2001 – Gerda och Gerd
- Källor
  - Brylla, Eva (red.): Namnlängdsboken, Norstedts ordbok, Stockholm, 2000. ISBN 91-7227-204-X
  - af Klintberg, Bengt: Namnen i almanackan, Norstedts ordbok, Stockholm, 2001. ISBN 91-7227-292-9

### Finlandssvenska almanackan
- Nuvarande från 2025[1] – Axel, Celina, Celine
- I föregående revideringar[a][2]
  - 1929–2019 – Axel
  - 2020–2024 – Axel, Celina

## Händelser
- 752 – Sedan Zacharias har avlidit den 15 mars väljs Stefan till påve och tar namnet Stefan II. Han avlider dock redan tre dagar senare, innan han hinner krönas. Därför räknas han inte som legitim påve och näste Stefanpåve antar därför också ordningsnumret II. Under 1500-talet börjar man anse den valde Stefan som legitim, varför samtliga efterföljande Stefanpåvars ordningsnummer får höjas ett steg. 1961 ändras reglerna igen, varför Stefanpåvarnas numrering från och med dess sänks med ett steg igen.
- 1775 – Advokaten, politikern och oratorn Patrick Henry håller ett tal i en kyrka i den brittiska kolonin Virginias huvudort Richmond, där han propagerar för att Virginias milis ska ta till vapen mot britterna. Han avslutar talet med orden ”Give me Liberty, or give me Death!” (”Ge mig frihet eller ge mig död!”), vilket får församlingen att gå med på hans förslag och man börjar ropa ”Till vapen!”. Detta blir inledningen på Virginias deltagande i det amerikanska frihetskriget.
- 1854 – En stor del av husen öster om Stora gatan i Örebro brinner ner, varvid över 60 gårdar försvinner i lågorna och nästan en fjärdedel av stadens innevånare blir hemlösa. Endast en person omkommer i branden.
- 1918 – Tyskland erkänner Litauen som självständig stat,[3] sedan det litauiska rådet Taryba har undertecknat statens självständighetsförklaring den 16 mars. I freden i Brest-Litovsk den 3 mars har Ryssland avsagt sig anspråken på Litauen, men fredsavtalet har stipulerat, att Tyskland ska avgöra den nya statens framtid. Därmed är frågan avgjord och Litauen förblir självständigt fram till 1940 då det annekteras av Sovjetunionen.
- 1926 – Det irländska republikanska och populistiska partiet Fianna Fáil grundas och får en mycket stark ställning i den irländska politiken, vilken det har behållit till nutid. 2025 har exempelvis fem av Irlands nio presidenter tillhört partiet.
- 1933 – Den tyska riksdagen antar den så kallade fullmaktslagen vilken gör Adolf Hitler till Tysklands diktator.
- 1950 – Meteorologiska världsorganisationen grundades.
- 1980 – En folkomröstning om kärnkraftens framtid hålls i Sverige, varvid det finns tre alternativ (linjer), som alla förespråkar en avveckling av kärnkraften men i olika takt. Krav på folkomröstning om kärnkraften har förts fram efter kärnkraftsolyckan i amerikanska Harrisburg årtiondet före men resultatet av omröstningen blir inte entydigt. Linje 2, som liksom linje 1 innebär, att kärnkraften ska avvecklas ”i den takt det är möjligt”, får flest röster men riksdagen beslutar strax därefter att kärnkraften ska vara avvecklad till 2010. Detta kommer inte att hållas och 2010 finns de flesta svenska kärnkraftverken kvar – faktum är att riksdagen detta år istället beslutar att möjliggöra en utbyggnad av kärnkraften i landet.
- 1987 – Den förre västtyske förbundskanslern Willy Brandt avgår som de västtyska Socialdemokraternas partiordförande, en post han har innehaft sedan 1964, och efterträds av Hans-Jochen Vogel. Han kvarstår som Socialistinternationalens president fram till 1992.
- 1989 – Den amerikanske elektrokemisten Stanley Pons och den brittiske kemisten Martin Fleischmann tillkännager att de har lyckats utföra kall fusion vid University of Utah. Detta väcker först sensation inom vetenskapsvärlden men då andra forskare inte lyckas återupprepa deras experiment, blir de så småningom ifrågasatta och anklagade för att bluffa. De förnekar aldrig sitt påstående men väljer så småningom att lämna USA när kritiken blir för stark.
- 2001 – Den ryska rymdstationen Mir brinner upp när man avsiktligt låter den återinträda i jordens atmosfär och resterna av den slår ner i Stilla havet strax öster om Nya Zeeland. Stationen har sedan den första delen sköts upp i rymden 1986 hunnit gå 89 067 varv runt jorden.

## Födda
- 1430 – Margareta av Anjou, Englands drottning 1445–1461 och 1470–1471
- 1740 – Jeronimo de Bosch, nederländsk filolog
- 1749 – Pierre Simon de Laplace, fransk astronom, matematiker och fysiker
- 1759 – Anders Ljungstedt, svensk affärsman och historiker
- 1792 – Carl Georg Brunius, svensk klassisk filolog, arkitekt och konsthistoriker
- 1823 – Schuyler Colfax, amerikansk politiker, USA:s vicepresident 1869–1873
- 1826 – Léon Minkus, österrikisk kompositör
- 1837 – Richard Proctor, brittisk astronom och populärvetenskaplig författare
- 1843 – Kobayashi Eitaku, japansk målare
- 1847 – Alexandru Dimitrie Xenopol, rumänsk historiker
- 1858 – Ludwig Quidde, tysk historiker, publicist och pacifist, mottagare av Nobels fredspris 1927
- 1862
  - Olga Adamsen, svensk skådespelare
  - Tor Hedberg, författare och dramatiker, ledamot av Svenska Akademien 1922–1931
- 1881
  - Roger Martin du Gard, fransk författare, mottagare av Nobelpriset i litteratur 1937
  - Hermann Staudinger, tysk kemist, mottagare av Nobelpriset i kemi 1953
- 1882 – Emmy Noether, tysk matematiker
- 1884 – Axel Högel, svensk skådespelare
- 1887 – Juan Gris, spansk målare, skulptör och tecknare
- 1900 – Erich Fromm, tysk psykoanalytiker och filosof
- 1905
  - Liese-Lotte Helene Berta Bunnenberg, tysk sångare med artistnamnet Lale Andersen
  - Joan Crawford, amerikansk skådespelare
- 1906 – Gunnar Johansson, svensk kapellmästare, kompositör, musikpedagog och musikdirektör
- 1907 – Daniel Bovet, italiensk farmakolog, mottagare av Nobelpriset i fysiologi eller medicin 1957
- 1910 – Akira Kurosawa, japansk regissör
- 1912 – Wernher von Braun, tysk-amerikansk fysiker och raketforskare
- 1913
  - Heinz Linge, tysk SS-Sturmbannführer, Hitlers personlige betjänt
  - Gustav Sjöberg, svensk fotbollsmålvakt
  - Lis Asklund, svensk radioprofil
- 1915 – Vasilij Zajtsev,  sovjetisk kapten, krypskytt och prickskytt under andra världskriget
- 1924 – Ingrid Magnusson, svensk operasångare och skådespelare
- 1929 – Roger Bannister, brittisk läkare och löpare, den förste som lyckades springa drömmilen
- 1931 – Sonja Stjernquist, svensk operett- och musikalsångare (sopran) samt skådespelare
- 1938 – Berit Kullander, norsk skådespelare, dansös och sångare
- 1941 – Carola Standertskjöld, finländsk sångare
- 1943 – Nils-Aslak Valkeapää, finländsk-samisk författare, musiker och konstnär
- 1949
  - Agneta Ehrensvärd, svensk skådespelare och regissör
  - Trevor Jones, sydafrikansk kompositör
- 1952
  - Kim Stanley Robinson, amerikansk science fiction-författare
  - Rex Tillerson, amerikansk affärsman och politiker, utrikesminister 2017–2018
- 1953 – Geoffrey Clifton-Brown, brittisk parlamentsledamot för de konservativa
- 1954 – Thomas Svanfeldt, svensk skådespelare
- 1956
  - José Manuel Barroso, portugisisk borgerlig politiker, Portugals premiärminister 2002–2004, Europeiska kommissionens ordförande 2004–2014
  - Steven Saylor, amerikansk författare
- 1958
  - Janne Borgh, svensk musiker (basist), medlem i The Moderns och Strindbergs
  - Bengt-Åke Gustafsson, svensk ishockeyspelare, förbundskapten för Tre kronor 2005–2010
  - Katarina Weidhagen, svensk skådespelare
- 1959 – Catherine Keener, amerikansk skådespelare
- 1963 – Francesco Attolico, italiensk vattenpolomålvakt
- 1965 – Lars Bethke, svensk skådespelare, dansare, koreograf och regissör
- 1966 – Karin Enström, svensk yrkesofficer och moderat politiker, riksdagsledamot 1998–, Sveriges försvarsminister 2012–2014
- 1969 – Fredrik Nyberg, svensk alpin skidåkare
- 1971 – Karen McDougal, amerikansk fotomodell och skådespelare
- 1972 – Jonas Björkman, svensk tennisspelare
- 1973 – Jerzy Dudek, polsk fotbollsmålvakt
- 1976
  - Keri Russell, amerikansk skådespelare
  - Ricardo Zonta, brasiliansk racerförare
- 1977 – Anna Sjöström, svensk fotbollsspelare
- 1978
  - Nicholle Tom, amerikansk skådespelare
  - Perez Hilton, amerikansk bloggare
- 1981 – Maria Malmer Stenergard, svensk moderat politiker, Sveriges utrikesminister 2024–
- 1982 – Sinthaweechai Hathairattanakool, thailändsk fotbollsmålvakt
- 1983 – Mo Farah, brittisk friidrottare
- 1992
  - Kyrie Irving, australiensk-amerikansk basketspelare
  - Vanessa Morgan, kanadensisk skådespelare

## Avlidna
- 1524 – Giulia Farnese, omkring 48, italiensk adelsdam omskriven som en from kurtisan till påve Alexander VI, enligt julianska kalendern
- 1555 – Julius III, 67, påve sedan 1550
- 1606 – Toribio av Mongrovejo, 67, spansk adelsman, juridikprofessor, inkvisitor och helgon, ärkebiskop av Lima sedan 1579
- 1680 – Nicolas Fouquet, 65, fransk politiker
- 1752 – Jean-Charles de Folard, 83, fransk militär och militärteoretiker
- 1770 – Martin Mijtens den yngre, 74, svensk-österrikisk konstnär
- 1842 – Marie Henri Beyle, 59, fransk författare med pseudonymen Stendhal
- 1845 – Abraham Rydberg, 64, svensk grosshandlare och donator
- 1891 – Lucius Robinson, 80, amerikansk demokratisk politiker, guvernör i staten New York 1877–1879
- 1898 – Per Gustaf Näslund, 70, svensk hemmansägare och riksdagsman
- 1902 – Kálmán Tisza, 71, ungersk statsman
- 1904 – Helge Åkeson, 73, svensk pacifistisk baptistpredikant och bibelöversättare
- 1921 – Jean-Paul Laurens, 82, fransk akademisk målare
- 1935 – Alexander Moissi, 56, österrikisk teaterskådespelare
- 1952 – Margit Rosengren, 51, svensk operettsångare (sopran) och skådespelare
- 1953 – Raoul Dufy, 75, fransk målare
- 1961
  - James E. Murray, 84, kanadensisk-amerikansk politiker, senator för Montana sedan 1934
  - Gunnar Wohlfart, 51, svensk neurolog
- 1964 – Peter Lorre, 59, ungersk-amerikansk skådespelare
- 1965
  - Holger Höglund, 58, svensk skådespelare och manusförfattare
  - Mae Murray, 79, amerikansk skådespelare
- 1980 – Jacob Miller, 27, jamaicansk reggaesångare och basist
- 1981 – Mike Hailwood, 40, brittisk racerförare
- 1985 – Zoot Sims, 59, amerikansk jazzmusiker och tenorsaxofonist
- 1987 – Walter Walford Johnson, 82, amerikansk demokratisk politiker, guvernör i Colorado 1950–1951
- 1992
  - Gurdial Singh Dhillon, 76, indisk politiker, talman i parlamentskammaren Lok Sabha 1969–1975, Indiens jordbruksminister 1986–1988
  - Friedrich von Hayek, 92, brittisk ekonom och politisk filosof, mottagare av Sveriges riksbanks pris i ekonomisk vetenskap till Alfred Nobels minne 1974
- 1995 – Albino Pierro, 78, italiensk poet
- 1996 – Margit Manstad, 93, svensk skådespelare
- 1998 – Lillie Björnstrand, 84, svensk skådespelare och författare
- 2009 – Lloyd Ruby, 81, amerikansk racerförare
- 2011 – Elizabeth Taylor, 79, brittisk-amerikansk skådespelare
- 2012 – Abdullahi Yusuf Ahmed, 77, somalisk politiker, president i Somalias federala övergångsregering 2004–2008
- 2013 – Boris Berezovskij, 67, rysk affärsman och oligark
- 2014 – Adolfo Suárez, 81, spansk politiker, Spaniens premiärminister 1976–1981
- 2015
  - Søren Kam, 93, dansk före detta SS-officer och krigsförbrytare
  - Lee Kuan Yew, 91, singaporiansk premiärminister 1959–1990
- 2018 – Zell Miller, 86, amerikansk politiker, guvernör i Georgia 1991–1999 och senator för samma delstat 2000–2005
- 2022 – Madeleine Albright, 84, amerikansk demokratisk politiker, FN-ambassadör 1993–1997, utrikesminister 1997–2001
- 2024 – Ulf Georgsson, 61, svensk trumslagare och låtskrivare
- 2025 – Målle Lindberg, 95, svensk väckelsepredikant